# Spinamblys tricolor
Spinamblys tricolor là một loài tò vò trong họ Ichneumonidae.